# ÍF Flogbóltur
ÍF Flogbóltur – farerski zespół w piłce siatkowej z siedzibą w Fuglafjørður. Utworzony został w latach 70. XX wieku jako sekcja w ramach klubu Ítróttarfelag Fuglafjarðar. 17 lutego 2008 roku został wydzielony jako oddzielny jednosekcyjny klub. W swojej historii zdobył jedenaście razy mistrzostwo Wysp Owczych oraz dziewięć razy Puchar Wysp Owczych.
W sezonie 2011/2012 wystąpił w Klubowych Mistrzostwach Krajów Nordyckich.
Swoje mecze domowe rozgrywa w hali w Fuglafjarðar skúli oraz hali w Kambsdalur.

## Osiągnięcia
- Mistrzostwa Wysp Owczych (11x): 1989, 1999, 2001, 2003, 2007, 2009, 2011, 2013, 2014, 2015, 2018
- Puchar Wysp Owczych (9x): 2001, 2003, 2004, 2009, 2011, 2013, 2014, 2016, 2021

Źródło: 